# Tarentola chazaliae
Il geco dall'elmetto (Tarentola chazaliae (Mocquard, 1895)) è un piccolo sauro della famiglia Phyllodactylidae.

## Descrizione
Gli esemplari adulti possono misurare fino a 10 cm di lunghezza, coda compresa. Questo geco è di aspetto tozzo ed ha una grossa testa che ricorda un elmetto, che ha determinato il suo nome volgare. La colorazione è grigio oppure marrone con macchie chiare sul dorso. Presenta lamelle subdigitali adesive sulle dita, ma non è un buon arrampicatore.

## Biologia
Vive nelle zone desertiche con dune, trova spesso rifugio tra le piante di Euphorbia echinus.
Si nutre di insetti, in particolare formiche.

## Distribuzione e habitat
È una specie diffusa nell'Africa nordoccidentale, in particolare Marocco, Sahara Occidentale, Mauritania e Senegal.